# Frans Indongo
Frans Indongo (Ongwediva, 15 gennaio 1936) è un imprenditore namibiano e uno degli uomini più ricchi della Namibia.
Appartiene all'etnia Ovambo. La sua fortuna in campo economico, e il fatto di averla iniziata a costruire nel difficile periodo dell'apartheid, gli hanno valso numerosi riconoscimenti. Una via di Windhoek è intestata a lui.

## Biografia
Indongo crebbe in una famiglia di allevatori. Da piccolo chiese espressamente di essere mandato a studiare in una scuola di missionari, e a 20 anni iniziò a lavorare a Walvis Bay. In seguito acquistò una macchina cucitrice e si mise in proprio come sarto.
Nel periodo dell'apartheid, l'istituzione delle homeland costrinse Indongo a tornare a casa, nell'Ovamboland. Qui Indongo iniziò a dedicarsi al commercio. A partire dal 1967 giunse ad aprire una catena di supermercati nel nord della Namibia.
Nel 1990, con la fine dell'apartheid e l'indipendenza della Namibia, Indongo si trovò nelle condizioni di poter investire in settori che le leggi segregazioniste gli avevano precedentemente precluso. Tra l'altro, Indongo acquistò grandi appezzamenti di terreno in molte parti della nazione.
Indongo vive attualmente in una vasta farm nel nordest della Namibia, nei pressi dell'altopiano Waterberg.
| Controllo di autorità | VIAF (EN) 26503009 · ISNI (EN) 0000 0000 4053 223X · LCCN (EN) n2006200390 |